# Svartsjön (Drothems socken, Östergötland)
Svartsjön är en sjö i Söderköpings kommun i Östergötland och ingår i Söderköpingsåns huvudavrinningsområde. Sjön har en area på 0,0472 kvadratkilometer och ligger 63,1 meter över havet.

## Delavrinningsområde
Svartsjön ingår i det delavrinningsområde (648144-152225) som SMHI kallar för Utloppet av Venasjön. Medelhöjden för området är 60 meter över havet och ytan är 13,28 kvadratkilometer. Räknas de 7 avrinningsområdena uppströms in blir den ackumulerade arean 166,95 kvadratkilometer. Storån som avvattnar avrinningsområdet har biflödesordning 2, vilket innebär att vattnet flödar genom totalt 2 vattendrag innan det når havet efter 15 kilometer. Avrinningsområdet består mestadels av skog (67 procent) och jordbruk (17 procent). Avrinningsområdet har 0,78 kvadratkilometer vattenytor vilket ger det en sjöprocent på 5,9 procent.